# Miodrag Džudović
Miodrag Džudović (* 6. September 1979) ist ein montenegrinischer Fußballspieler. Seit 2014 spielt der Abwehrspieler in der kasachischen Premjer-Liga bei Irtysch Pawlodar.

## Karriere

### Vereine
Er kam über den ehemaligen serbischen und jetzigen montenegrinischen Verein FK Jedinstvo Bijelo Polje 2003 zu OFK Belgrad. Mit der Mannschaft erreichte er die Qualifikation für den UEFA Intertoto Cup 2003, die somit zum ersten Mal seit 30 Jahren wieder in einem internationalen Wettbewerb spielte.
Im Sommer 2003 verließ er den Verein und wechselte in die Ukraine zu Wolyn Luzk. Nach zwei Jahren, in denen er 39 Spiele für die Ukrainer machte, wechselte er nach Russland zu Spartak Naltschik. Seit 2008 war er Kapitän der Mannschaft.

### Nationalmannschaft
Seit 2008 gehört er der montenegrinischen Fußballnationalmannschaft an.